# Kaple Notre-Dame de la Baume
Kaple Notre-Dame de la Baume je jeskynní kaple, která se v současnosti nachází na katastrálním území francouzské obce La Palud-sur-Verdon. V minulosti se nacházela na katastrálním území obce Châteauneuf-lès-Moustiers v departementu Alpes-de-Haute-Provence. Uvnitř jeskyně je postavena kaple.

## Historie
První písemná zmínka o kapli se objevuje v desátkovém účtu z roku 1274: „Balmis de Castro Novo (pouillé du diocèse de Riez)“. V obecním archivu v Châteauneuf je známa jako kaple Notre-Dame de la Baume. Baume zde znamená jeskyně, úkryt pod skálou. Jeskyně je také nazývána jeskyní templářů.

## Geologie
Jeskyně se nachází v jurských vápencích.

## Popis
Dva velké nad sebou umístěné portály jeskyně Notre-Dame se nacházejí na úpatí vápencové stěny. Tyto portály jsou odděleny několik metrů silnou skalní podlahou, přičemž do spodní jeskyně vede schodiště. Spodní jeskyně je tak velká, že v ní byla postavena kaple. Na fasádě kaple je vyryto datum 1746, ale je pravděpodobné, že kaple byla postavena již dříve. Deset metrů dlouhou chodbou se pak lze dostat do horního patra, které je chráněno jednoduchou nízkou zdí.

## Legenda
V den slavnosti Nanebevzetí Panny Marie přicházeli věřící na mši do kaple v Châteauneuf-lès-Moustiers. Podle tradice se tam uchýlil jeden řeholník templář, který uprchl z vězení během slavného procesu vedeného proti tomuto řádu, a zemřel tam ve znamení svatosti. Od té doby byla na počest Panny Marie postavena kaple, k níž lidé chodí v procesí na svátek Nanebevzetí Panny Marie.
V jeskyni se nachází kaple postavená pravděpodobně v 17. nebo 18. století, která měla i vojenské poslání.
Tradice uvádí, že hradby u kaple byly postaveny ve středověku, kdy páni z Rougonu obtěžovali své sousedy, aby se zmocnili jejich majetku, zejména mlýnů postavených podél řeky Bau: "Pan z Châteauneuf, ve středověku neustále napadaný tímto panem z Rougonu, který byl obzvláště bojovně naladěn, soustředil své vojsko v jeskyni Notre-Dame".
Technika výstavby kurtiny a přítomnost průlezů totiž připomínají spíše 17. nebo dokonce 16. století, období častých krvavých konfliktů: vpádů Karla V. do Provence a především náboženských válek.